# Віла-Верде-де-Фікалю
Віла-Верде-де-Фікалю (порт. Vila Verde de Ficalho; МФА: [ˈvi.ɫɐ ˈveɾ.dɨ dɨ fi.ˈka.ʎu]) — парафія в Португалії, у муніципалітеті Серпа. Розташована в південній частині країни, на теренах історичної португальської провінції Алентежу. Входить до складу округу Бежа. За адміністративним поділом, чинним до 1976 року, терени парафії були складовою провінції Нижнє Алентежу. Належить до Безької діоцезії Католицької церкви. Патрон — святий Георгій. Площа — 105,3944 км². Населення — 1459 ос. (2011). Слабо урбанізований регіон. Густота населення — 13,84 осіб/км²
. Код — 021307.

## Населення
| Кількість мешканців | Кількість мешканців | Кількість мешканців | Кількість мешканців | Кількість мешканців | Кількість мешканців | Кількість мешканців | Кількість мешканців | Кількість мешканців | Кількість мешканців | Кількість мешканців | Кількість мешканців | Кількість мешканців | Кількість мешканців | Кількість мешканців |      |
| ------------------- | ------------------- | ------------------- | ------------------- | ------------------- | ------------------- | ------------------- | ------------------- | ------------------- | ------------------- | ------------------- | ------------------- | ------------------- | ------------------- | ------------------- | ---- |
| 1864                | 1878                | 1890                | 1900                | 1911                | 1920                | 1930                | 1940                | 1950                | 1960                | 1970                | 1981                | 1991                | 2001                | 2011                | 2021 |
| 573                 | 648                 | 1 023               | 1 036               | 1 500               | 1 821               | 2 276               | 2 525               | 3 127               | 2 541               | 2 072               | 1 859               | 1 716               | 1 446               | 1 459               | 1255 |